# 감옥학원
《감옥학원》(일본어: 監獄学園 푸리준 스쿠루[*])은 히라모토 아키라의 만화 작품이다. 《주간 영 매거진》 (코단샤)에서 2011년 10월호부터 2018년 4·5호까지 연재되었다.

## 개요
도쿄도 교외에 있는, 막 공학화된 전 여고·사립 하치미츠 학원에 입학해, 여자 목욕탕을 들여다 본 죄로 어둠의 학생회에 의해 징벌동(통칭·프리즌)에 투옥된 남학생 5인의 학원 생활을 그린, 하이스쿨 코미디 작품이다. 탈옥이나 성적 묘사, 책략 등을 집어 넣은 시추에이션 코미디가 특징이다.
2013년, 제37회 코단샤 만화상 일반 부문을 수상.

## 등장인물

### 남학생
후지노 키요시
본작의 주인공. 통칭 키요시.
모로쿠즈 타케히토
통칭 가쿠토.
와카모토 싱고
통칭 싱고.
네즈 죠지
통칭 죠.
안도 레이지
통칭 안도레.

### 어둠의 학생회
쿠리하라 마리
회장. 이사장의 딸이며, 치요의 언니.
시라키 메이코
부회장.
미도리카와 하나
서기.

### 표면의 학생회
타케노미야 케이토
회장.
벳토 리사
부회장.
요코야마 미츠코
서기. 안즈의 사촌.

### 그 외
쿠리하라 치요
이사장의 딸이며, 마리의 동생.
요코야마 안즈
어둠의 학생회 친위대장.
이사장
사립 하치미츠 학원 이사장. 마리와 치요의 아버지.
타나카 마유미
치요의 룸메이트.
사토
죠의 클래스메이트.

## 작 중 용어
사립 하치미츠 학원
도쿄 교외에 있는 학원으로, 전년도까지 여학교였던 전원 기숙사 제도 학교. 공학 후에도 남자는 불과 5명밖에 없다.

## 서지 정보
- 히라모토 아키라 《감옥학원》 코단샤 〈얀마가 KC〉, 전 28권
  1. 2011년 6월 6일 발행(같은 날 발매[5]), ISBN 978-4-06-382043-0
  2. 2011년 10월 6일 발행(같은 날 발매[5]), ISBN 978-4-06-382091-1
  3. 2012년 1월 6일 발행(같은 날 발매[5]), ISBN 978-4-06-382125-3
  4. 2012년 4월 6일 발행(같은 날 발매[5]), ISBN 978-4-06-382159-8
  5. 2012년 7월 6일 발행(같은 날 발매[5]), ISBN 978-4-06-382195-6
  6. 2012년 11월 6일 발행(같은 날 발매[5]), ISBN 978-4-06-382224-3
  7. 2013년 2월 6일 발행(같은 날 발매[5]), ISBN 978-4-06-382261-8
  8. 2013년 5월 2일 발행(같은 날 발매[5]), ISBN 978-4-06-382302-8
  9. 2013년 7월 5일 발행(같은 날 발매[5]), ISBN 978-4-06-382320-2
  10. 2013년 10월 4일 발행(같은 날 발매[5]), ISBN 978-4-06-382359-2
  11. 2013년 12월 6일 발행(같은 날 발매[5]), ISBN 978-4-06-382387-5
  12. 2014년 3월 6일 발행(같은 날 발매[5]), ISBN 978-4-06-382432-2
  13. 2014년 5월 2일 발행(같은 날 발매[5]), ISBN 978-4-06-382461-2
  14. 2014년 8월 6일 발행(같은 날 발매[5]), ISBN 978-4-06-382499-5
  15. 2014년 11월 6일 발행(같은 날 발매[5]), ISBN 978-4-06-382525-1
  16. 2015년 3월 6일 발행(같은 날 발매[5]), ISBN 978-4-06-382570-1
  17. 2015년 6월 5일 발행(같은 날 발매[5]), ISBN 978-4-06-382643-2
  18. 2015년 8월 6일 발행(같은 날 발매[5]), ISBN 978-4-06-382647-0
  19. 2015년 12월 4일 발행(같은 날 발매[5]), ISBN 978-4-06-382714-9
  20. 2016년 3월 4일 발행(같은 날 발매[5]), ISBN 978-4-06-382741-5
    - DVD 포함 한정판, ISBN 978-4-06-358803-3

  21. 2016년 6월 6일 발행(같은 날 발매[5]), ISBN 978-4-06-382804-7
  22. 2016년 8월 5일 발행(같은 날 발매[5]), ISBN 978-4-06-382836-8
  23. 2016년 11월 4일 발행(같은 날 발매[5]), ISBN 978-4-06-382872-6
  24. 2017년 3월 6일 발행(같은 날 발매[5]), ISBN 978-4-06-382960-0
  25. 2017년 5월 2일 발행(같은 날 발매[5]), ISBN 978-4-06-382965-5
  26. 2017년 8월 4일 발행(같은 날 발매[5]), ISBN 978-4-06-510091-2
  27. 2017년 11월 6일 발행(같은 날 발매[5]), ISBN 978-4-06-510425-5
  28. 2018년 4월 6일 발행(같은 날 발매[5]), ISBN 978-4-06-511266-3
    - 특제 페트병 홀더&일력 달력 포함 한정판, ISBN 978-4-06-511500-8

## 애니메이션
2015년 7월부터 9월까지 TOKYO MX·KBS 교토·선 TV·TV 아이치·BS11·AT-X에서 방송되었다.

### 스태프
- 원작 - 히라모토 아키라
- 감독·음향 감독 - 미즈시마 츠토무
- 시리즈 구성·각본 - 요코테 미치코
- 캐릭터 디자인·프롭 디자인·총작화 감독 - 타니구치 준이치로
- 미술 감독 - 모리오 마키
- 색채 설계 - 히노 아스카
- 촬영 감독 - 오코우치 카오
- 편집 - 고토 마사히로
- 음악 - 나카가와 코타로
- 치프 프로듀서 - 카와세 코헤이, 마츠시타 타쿠야, 마츠쿠라 유지, 오오사와 노부히로
- 프로듀서 - 시지 유이치로, 타테이시 켄스케, 이이다 이쿠노, 오오누키 카즈오, 후쿠다 준, 하야시 요헤이, 하타케야마 타쿠로
- 애니메이션 프로듀서 - 스즈키 카오루
- 프로듀스 - GENCO
- 프로듀스 협력 - EGG FIRM
- 애니메이션 제작 - J.C.STAFF
- 제작 - 하치미츠 학원 어둠의 학생회

### 주제가
오프닝 테마 〈愛のプリズン〉
작사 - 오쓰키 겐지 / 작곡 - NARASAKI / 편곡 - 카와다 타카오 / 노래 - 감옥남자(카미야 히로시, 코니시 카츠유키, 스즈무라 켄이치, 나미카와 다이스케, 오키츠 카즈유키)
엔딩 테마 〈罪深き俺たちの賛歌〉
작사 - 쿠마노 키요미 / 작곡 - 타카기 류지 / 편곡 - 쿠라우치 타츠야 / 노래 - 감옥남자(카미야 히로시, 코니시 카츠유키, 스즈무라 켄이치, 나미카와 다이스케, 오키츠 카즈유키)

### 방영 목록
| 화수   | 제목                                                | 콘티              | 연출                            | 작화 감독 |
| ------ | --------------------------------------------------- | ----------------- | ------------------------------- | --- |
| 제1화  | ノゾキ大作戦 훔쳐보기 대작전(Peeping trek)          | 미즈시마 츠토무   | 미즈시마 츠토무                 | 토미오카 히로시 요시다 유코 마에다 요시히로 무라카미 유우                                                                           |
| 제2화  | 尻すぎていた男 나는 엉덩이를 알고 있다              | 니헤이 유이치     | 타카시마 다이스케               | 야코 히로시 미키 타츠야 |
| 제3화  | 大噴出 대분출                                       | 쿠라카와 히데아키 | 쿠라카와 히데아키               | 오오키 료이치 우에다 미네코 나카니시 아이 토미오카 히로시 야스다 쇼코 아사카와 쇼                                                   |
| 제4화  | 私をスモーに連れてって 나를 스모에 데려가 줘        | 코바야시 아츠시   | 코바야시 아츠시                 | 무라카미 유우 사카모토 테츠야 마에다 요시히로 사노 하루카 야코 히로시 히야미즈 유키에 안노 마사토 우에다 미네코                     |
| 제5화  | 学園一の裏切り男 학교 제일의 배신자                 | 니헤이 유이치     | 무라타 나오키                   | 오오노 츠토무 사토 요코 아베 히로키                                                                                                 |
| 제6화  | 復讐するは花にあり 복수는 하나의 것                 | 쿠라카와 히데아키 | 타카시마 다이스케               | 키모토 시게키 요시다 유코 야마우치 노리야스 이토지마 마사히코                                                                       |
| 제7화  | 芽衣子のおいしいレストラン 메이코의 맛있는 레스토랑 | 니헤이 유이치     | 하시모토 토시카즈               | 후지베 이쿠마 오오키 료이치 마에다 요시히로 야코 히로시 코바야시 토시미츠 이토지마 마사히코 야마우치 노리야스                       |
| 제8화  | アンドレの日記 앙드레의 일기                        | 스즈키 시나노     | 시노하라 마사히로 스즈키 시나노 | 우에다 미네코 무라카미 유우 사카모토 테츠야 후지베 이쿠마 마에다 요시히로 야스다 쇼코 히야미즈 유키에 안노 마사토 야마모토 마사아키 |
| 제9화  | 体液がいっぱい 체액은 가득히                        | 니헤이 유이치     | 쿠라모토 호다카                 | 키모토 시게키 오오키 료이치 히야미즈 유키에 야코 히로시                                                                             |
| 제10화 | 素晴らしき尻哉、人生! 멋진 엉덩이 인생!             | 니헤이 유이치     | 타카시마 다이스케               | 무라카미 유우 사카모토 테츠야 요시다 유코 야스다 쇼코 야코 히로시 마에다 요시히로 나카니시 아이                                     |
| 제11화 | エリンギ・ブロコビッチ 새송이 브로코비치            | 쿠라카와 히데아키 | 사쿠라비 카츠시                 | 오오키 료이치 우에다 미네코 코부치 요스케 후지베 이쿠마 히야미즈 유키에 야코 히로시                                                 |
| 제12화 | グッドモーニング プリズン! 굿모닝 프리즌            | 미즈시마 츠토무   | 미즈시마 츠토무                 | 키모토 시게키 무라카미 유우 히야미즈 유키에 요시다 유코 마에다 요시히로 야스다 쇼코 요시오카 유키에 타니구치 준이치로               |
| OVA    | マッドワックス                                      | 니헤이 유이치     | 스즈키 시나노                   | 마에다 요시히로 사카모토 테츠야 야스다 쇼코                                                                                         |

## 텔레비전 드라마
2015년 10월부터 12월까지, MBS·TBS의 심야 드라마 시간대에서 실사 텔레비전 드라마가 방송되었다. 주연은 나카가와 타이시.

### 캐스트
- 후지노 키요시 (키요시) - 나카가와 타이시
- 쿠리하라 마리 (마리) - 야마자키 히로나
- 미도리카와 하나 (하나) - 모리카와 아오이
- 시라키 메이코 (메이코) - 마모루 아사나
- 안도 레이지 (안도레) - 가리가리가리쿠손
- 네즈 죠지 (죠) - 미야기 다이키
- 쿠리하라 치요 (치요) - 타케다 레나
- 요코야마 안즈 (안즈) - 아라키 유코
- 와카모토 싱고 (싱고) - 야노 마사토
- 모로쿠즈 타케히토 (가쿠토) - 에모토 토키오
- 이사장 - 타카시마 마사히로 (특별 출연)

### 스태프
- 원작 - 히라모토 아키라
- 감독 - 이구치 노보루
- 각본 - 이구치 노보루, 키타가와 아야코
- 주제가 - GOOD ON THE REEL 〈서치라이트〉 (유니버설 J)
- 오프닝 테마 - HaKU 〈충동〉 (유니버설 J)
- 제작 프로덕션 - ROBOT
- 제작 - 〈감옥학원〉 제작 위원회, MBS

### 방송 일자
| 각 화  | 방송일 (MBS)     | 방송일 (TBS)     | 각본            |
| ------ | ---------------- | ---------------- | --------------- |
| 제1화  | 2015년 10월 25일 | 2015년 10월 27일 | 이구치 노보루   |
| 제2화  | 11월 1일         | 11월 3일         | 이구치 노보루   |
| 제3화  | 11월 8일         | 11월 10일        | 키타가와 아야코 |
| 제4화  | 11월 15일        | 11월 17일        | 이구치 노보루   |
| 제5화  | 11월 22일        | 11월 24일        | 키타가와 아야코 |
| 제6화  | 11월 29일        | 12월 1일         | 키타가와 아야코 |
| 제7화  | 12월 6일         | 12월 8일         | 이구치 노보루   |
| 제8화  | 12월 13일        | 12월 15일        | 이구치 노보루   |
| 최종화 | 12월 20일        | 12월 22일        | 키타가와 아야코 |

| MBS 일요일 24:50 ~ 25:20           | MBS 일요일 24:50 ~ 25:20           | MBS 일요일 24:50 ~ 25:20                      |
| 이전 작품                          | 작품명                             | 다음 작품                                     |
| ---------------------------------- | ---------------------------------- | --------------------------------------------- |
| JK는 설녀 (2015.9.27 ~ 2015.10.18) | 감옥학원 (2015.10.25 ~ 2015.12.20) | 여자 구애의 밥 Season2 (2016.1.17 ~ 2016.3.6) |
| TBS 화요일 25:11 ~ 25:41           |                                    |                                               |
| JK는 설녀 (2015.9.29 ~ 2015.10.20) | 감옥학원 (2015.10.27 ~ 2015.12.22) | 여자 구애의 밥 Season2 (2016.1.19 ~ 2016.3.8) |